# 서하서사
《서하서사》(西夏書事)는 중국 청(清) 가경(嘉慶) ‧ 도광(道光) 연간에 오광성(吳廣成)이 편찬한 서하(西夏)의 역사서이다. 도광(道光) 6년(1826년)에 완성한 편년체로 편찬된 역사서이며, 총 42권으로 구성되어있다.

## 개요
저자 오광성의 생몰년 등과 같이 자세한 정보가 알려져 있지 않다. 오광성은 본서 범례(凡例)에서 서하가 요(遼), 금(金) 등의 이민족 왕조와 함께 송(宋)과는 오랜 시대를 함께 정립하고 있었음에도 서하만이 그들의 기사를 고유의 문자로 번역하였고, 그 나라가 멸망한 뒤에는 그 문헌과 사건 기록이 실전되었으며 《송사》(宋史), 《요사》(遼史), 《금사》(金史) 세 역사서에 기록된 서하의 열전도 그 내용이 상세하지 못하다는 점을 느끼고 이에 대해 서하의 역사를 보충하기 위해 이 책을 짓게 되었다고 밝히고 있다.
《서하서사》의 체제는 《통감강목》을 따랐으며 당(唐) 말기 탁발사공(拓跋思恭)이 중화(中和) 원년(881년)에 황소의 난을 진압하기 위해 군사를 일으켰던 해를 시작으로 순화(淳化) 2년(991년) 이계천(李繼遷)이 서평왕(西平王)으로 봉해져서 나라를 세우고, 이원호(李元昊)가 대경(大慶) 3년(1038년)에 황제를 칭하고, 소정(紹定) 4년(1231년)에 이르러 서하의 옛 신하 왕립지(王立之)가 신주(申州) 땅에 숨을 때까지의 일을 다루고 있다.
현재 전하는 《서하서사》의 판본은 청 도광 5년(1825년)본이 초판본으로 여겨지며, 중화민국 시대인 1935년에 출간된 베이핑 문규당본(北平文奎堂本)의 영인본이 현존한다.
《서하서사》를 편찬 시, 서하의 독자적인 연호가 아닌 당송시대 연호를 사용한 특징이 있으며, 다른 서하 역사서와 같이 북송 시대를 제외한 다른 시대의 역사 기록이 빈약하다.

## 구성

### 서문
- 권수(卷首)
- 범례(凡例)

### 본문
| ###    | 시기(음력)                                                                  | 비고 |
| ------ | --------------------------------------------------------------------------- | ---- |
| 제1권  | 881년 ~ 922년 (당 희종 중화(中和) 원년 ~ 후량 말제 용덕(龍德) 2년)          |      |
| 제2권  | 924년 ~ 959년 (후당 장종 동광(同光) 2년 ~ 후주 공제 현덕(顯德) 6년)         |      |
| 제3권  | 960년 ~ 983년 (송 태조 건륭(建隆) 원년 ~ 송 태종 태평흥국(太平興國) 8년)    |      |
| 제4권  | 984년 ~ 990년 (송 태종 옹희(雍熙) 원년 ~ 송 태종 순화(淳化) 원년)           |      |
| 제5권  | 991년 ~ 995년 (송 태종 순화(淳化) 2년 ~ 송 태종 지도(至道) 원년)            |      |
| 제6권  | 996년 ~ 1000년 (송 태종 지도(至道) 2년 ~ 송 진종 함평(咸平) 3년)            |      |
| 제7권  | 1001년 ~ 1003년 (송 진종 함평(咸平) 4년 ~ 송 진종 함평(咸平) 6년)           |      |
| 제8권  | 1004년 ~ 1006년 (송 진종 경덕(景德) 원년 ~ 송 진종 경덕(景德) 3년)          |      |
| 제9권  | 1007년 ~ 1014년 (송 진종 경덕(景德) 4년 ~ 송 진종 대중상부(大中祥符) 7년)   |      |
| 제10권 | 1015년 ~ 1027년 (송 진종 대중상부(大中祥符) 8년 ~ 송 인종 천성(天聖) 5년)   |      |
| 제11권 | 1028년 ~ 1034년 (송 인종 천성(天聖) 6년 ~ 송 인종 경우(景祐) 원년)          |      |
| 제12권 | 1035년 ~ 1038년 (송 인종 경우(景祐) 2년 ~ 송 인종 보원(寶元) 원년)          |      |
| 제13권 | 1039년 1월 ~ 1040년 3월 (송 인종 보원(寶元) 2년 ~ 송 인종 강정(康定) 원년)  |      |
| 제14권 | 1040년 4월 ~ 1041년 1월 (송 인종 강정(康定) 원년 ~ 송 인종 경력(慶曆) 원년) |      |
| 제15권 | 1041년 2월 ~ 1042년 6월 (송 인종 경력(慶曆) 원년 ~ 송 인종 경력(慶曆) 2년)  |      |
| 제16권 | 1042년 7월 ~ 1043년 6월 (송 인종 경력(慶曆) 2년 ~ 송 인종 경력(慶曆) 3년)   |      |
| 제17권 | 1043년 7월 ~ 1044년 12월 (송 인종 경력(慶曆) 3년 ~ 송 인종 경력(慶曆) 4년)  |      |
| 제18권 | 1045년 ~ 1048년 (송 인종 경력(慶曆) 5년 ~ 송 인종 경력(慶曆) 8년)           |      |
| 제19권 | 1049년 ~ 1057년 (송 인종 황우(皇祐) 원년 ~ 송 인종 가우(嘉祐) 2년)          |      |
| 제20권 | 1058년 ~ 1063년 (송 인종 가우(嘉祐) 3년 ~ 송 인종 가우(嘉祐) 8년)           |      |
| 제21권 | 1064년 ~ 1067년 (송 영종 치평(治平) 원년 ~ 송 영종 치평(治平) 4년)          |      |
| 제22권 | 1068년 ~ 1070년 (송 신종 희녕(熙寧) 원년 ~ 송 신종 희녕(熙寧) 3년)          |      |
| 제23권 | 1071년 ~ 1072년 (송 신종 희녕(熙寧) 4년 ~ 송 신종 희녕(熙寧) 5년)           |      |
| 제24권 | 1073년 ~ 1080년 (송 신종 희녕(熙寧) 6년 ~ 송 신종 원풍(元豊) 3년)           |      |
| 제25권 | 1081년 (송 신종 원풍(元豊) 4년)                                             |      |
| 제26권 | 1082년 ~ 1083년 (송 신종 원풍(元豊) 5년 ~ 송 신종 원풍(元豊) 6년)           |      |
| 제27권 | 1084년 ~ 1086년 (송 신종 원풍(元豊) 7년 ~ 송 철종 원우(元祐) 원년)          |      |
| 제28권 | 1087년 ~ 1090년 (송 철종 원우(元祐) 2년 ~ 송 철종 원우(元祐) 5년)           |      |
| 제29권 | 1091년 ~ 1095년 (송 철종 원우(元祐) 6년 ~ 송 철종 소성(紹聖) 2년)           |      |
| 제30권 | 1096년 ~ 1098년 (송 철종 소성(紹聖) 3년 ~ 송 철종 원부(元符) 원년)          |      |
| 제31권 | 1099년 ~ 1103년 (송 철종 원부(元符) 2년 ~ 송 휘종 숭녕(崇寧) 2년)           |      |
| 제32권 | 1104년 ~ 1115년 (송 휘종 숭녕(崇寧) 3년 ~ 송 휘종 정화(政和) 5년)           |      |
| 제33권 | 1116년 ~ 1125년 (송 휘종 정화(政和) 6년 ~ 송 휘종 선화(宣和) 7년)           |      |
| 제34권 | 1126년 ~ 1136년 (송 흠종 정강(靖康) 원년 ~ 송 고종 소흥(紹興) 6년)          |      |
| 제35권 | 1137년 ~ 1144년 (송 고종 소흥(紹興) 7년 ~ 송 고종 소흥(紹興) 14년)          |      |
| 제36권 | 1145년 ~ 1162년 (송 고종 소흥(紹興) 15년 ~ 송 고종 소흥(紹興) 32년)         |      |
| 제37권 | 1163년 ~ 1171년 (송 효종 융흥(隆興) 원년 ~ 송 효종 건도(乾道) 7년)          |      |
| 제38권 | 1172년 ~ 1194년 (송 효종 건도(乾道) 8년 ~ 송 광종 소희(紹熙) 5년)           |      |
| 제39권 | 1195년 ~ 1208년 (송 영종 경원(慶元) 원년 ~ 송 영종 가정(嘉定) 원년)         |      |
| 제40권 | 1209년 ~ 1217년 (송 영종 가정(嘉定) 2년 ~ 송 영종 가정(嘉定) 10년)          |      |
| 제41권 | 1218년 ~ 1223년 (송 영종 가정(嘉定) 11년 ~ 송 영종 가정(嘉定) 16년)         |      |
| 제42권 | 1224년 ~ 1231년 (송 영종 가정(嘉定) 17년 ~ 송 이종 소정(紹定) 4년)          |      |